# Jezernica, Mošenik
Jezernica je gorski potok, ki izvira pod hribom Kogel (1203 m) v Karavankah in se v bližini naselja Podljubelj kot levi pritok izliva v potok Mošenik, ki nato teče po Šentanski dolini do Tržiča, kjer se kot desni pritok izliva v Tržiško Bistrico.